# ثيلما رودريغيز
ثيلما رودريغيز (بالإسبانية: Thelma Rodríguez)‏ هي متسابقة ملكة الجمال وعارضة نيكاراغوية، ولدت في 19 يناير 1989 في تشينانديغا في نيكاراغوا.

## معرض الصور

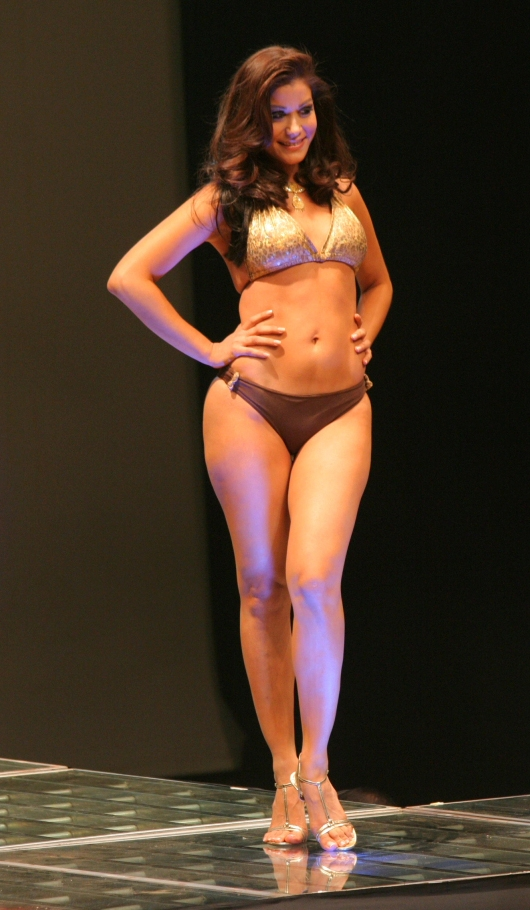
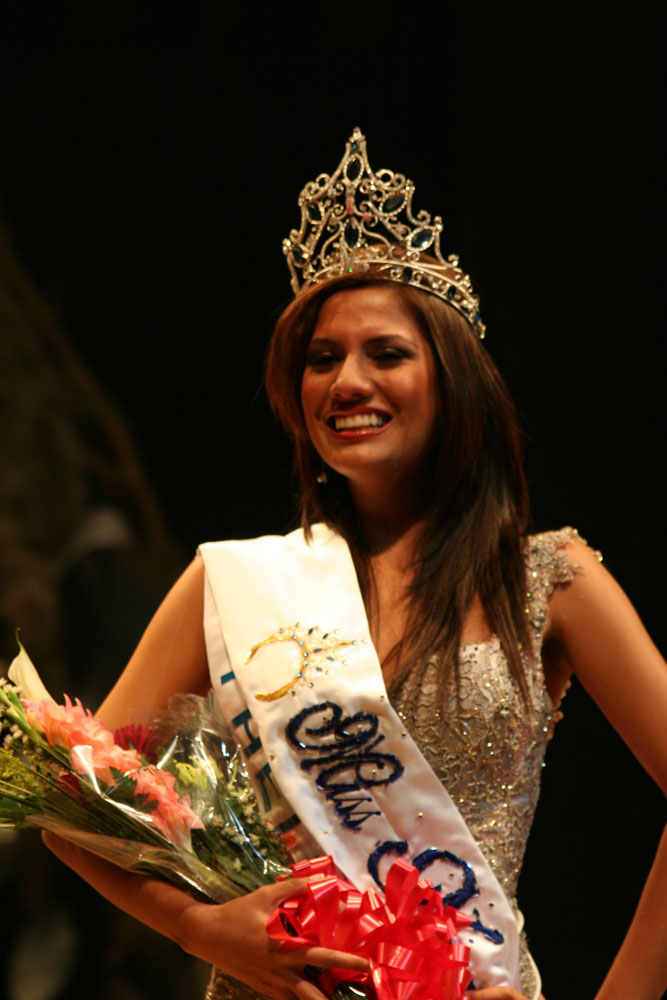

## وصلات خارجية
- ثيلما رودريغيز على موقع IMDb (الإنجليزية)